# Paul Steinhardt
Pour les articles homonymes, voir Steinhardt.
Paul Joseph Steinhardt, né le 25 décembre 1952, est un cosmologiste américain actuellement en poste à l'université de Princeton.

## Biographie
Il est un des auteurs de l'univers ekpyrotique, après avoir été un des grands promoteurs du modèle de l'inflation cosmique. Il travaille également sur les problématiques liées à l'énergie sombre.
Il s'est intéressé aux quasi-cristaux (terme qu'il a forgé avec son étudiant Dov Levine) depuis le début des années 80, peu avant qu'ils ne soient synthétisés expérimentalement (de manière indépendante). Il est également un des co-découvreurs des premiers quasicristaux naturels (en 2009).
Il reçoit en 2010 le Prix Oliver E. Buckley de la matière condensée décerné par l'American Physical Society pour sa contribution à la théorie des quasi-cristaux.

## Hommages
Steinhardt a donné son nom à un minéral : la steinhardtite.